# 217. Infanterie-Division (Deutsches Kaiserreich)
Die 217. Infanterie-Division war ein Großverband der Preußischen Armee im Ersten Weltkrieg.

## Geschichte
Die Division wurde am 8. September 1916 an der Ostfront zusammengestellt und war dort bis Kriegsende im Einsatz. Anschließend trat sie im Verbund mit der Heeresgruppe Mackensen den Rückmarsch vom Balkan über Ungarn in die Heimat an. Hier wurde die Division bis 4. Januar 1919 demobilisiert und schließlich aufgelöst.

### Gefechtskalender

#### 1916
- 08. bis 20. September – Reserve der Heeresgruppe Woyrsch
- 21. September bis 18. Oktober – Kämpfe in der Dobrudscha
- 19. bis 21. Oktober – Schlacht von Topraisar-Cobadinu
- 22. bis 25. Oktober – Einnahme von Konstanza-Cernawoda
- 25. bis 26. Oktober – Verfolgungskämpfe in der Norddobrudscha
- 27. Oktober bis 15. November – Reserve der Heeresgruppe Mackensen
- 03. November bis 14. Dezember – Stellungskampf in der Norddobrudscha (Teile der Division)
  - 05. bis 16. November – Küstenschutz in uns bei Konstanza (Teile der Division)
  - 23. November – Donau-Übergang
  - 01. bis 5. Dezember – Schlacht am Argesch
  - 06. Dezember – Einnahme von Bukarest
- 09. bis 20. Dezember – Verfolgungskämpfe an Jalomita-Prahova und Buzaul
- ab 15. Dezember – Verfolgungskämpfe in der Norddobrudscha (Teile der Division)

#### 1917
- bis 5. Januar – Verfolgungskämpfe in der Norddobrudscha (Teile der Division)
- 05. Januar – Einnahme von Brăila
- 06. Januar bis 21. Juli – Stellungskrieg an Putna und Sereth
- 22. bis 25. Juli – Abwehrkämpfe am Sereth
- 26. Juli bis 9. Dezember – Stellungskrieg am Sereth und Șușița
- ab 10. Dezember – Waffenstillstand an der rumänischen Front

#### 1918
- bis 7. März – Waffenstillstand an der rumänischen Front
- 08. März bis 18. April – Kämpfe zur Unterstützung der Ukraine
- 19. April bis 30. September – Besetzung der Krim
  - 30. April bis 1. Mai – Einnahme von Sewastopol
- 29. September bis 7. Oktober – Kämpfe gegen bulgarische Aufständische bei Sofia
- 01. bis 29. Oktober – Rückzugskämpfe in Makedonien und Serbien
- 29. Oktober bis 2. November – Übergang über Save und Donau
- ab 12. Dezember – Rückmarsch der Heeresgruppe Mackensen vom Balkan durch Ungarn

## Gliederung

### Kriegsgliederung vom 20. Februar 1918
- 18. Landwehr-Brigade
  - Reserve-Infanterie-Regiment Nr. 9
  - Reserve-Infanterie-Regiment Nr. 21
  - Landwehr-Infanterie-Regiment Nr. 22
  - Reserve-Kavallerie-Abteilung Nr. 47
- Artillerie-Kommandeur Nr. 217
  - Reserve-Feldartillerie-Regiment Nr. 65
  - Fußartillerie-Bataillon Nr. 77
- Reserve-Pionier-Bataillon Nr. 17
- Minenwerfer-Kompanie Nr. 427
- Divisions-Nachrichten-Kommandeur Nr. 217

## Kommandeure
| Dienstgrad      | Name                            | Datum                                |
| --------------- | ------------------------------- | ------------------------------------ |
| Generalleutnant | Paul von Liebeskind             | 07. September bis 12. November 1916  |
| Generalmajor    | Kurt von Gallwitz gen. Dreyling | 13. November 1916 bis 3. Januar 1919 |